# William Russell (Politiker, 1782)

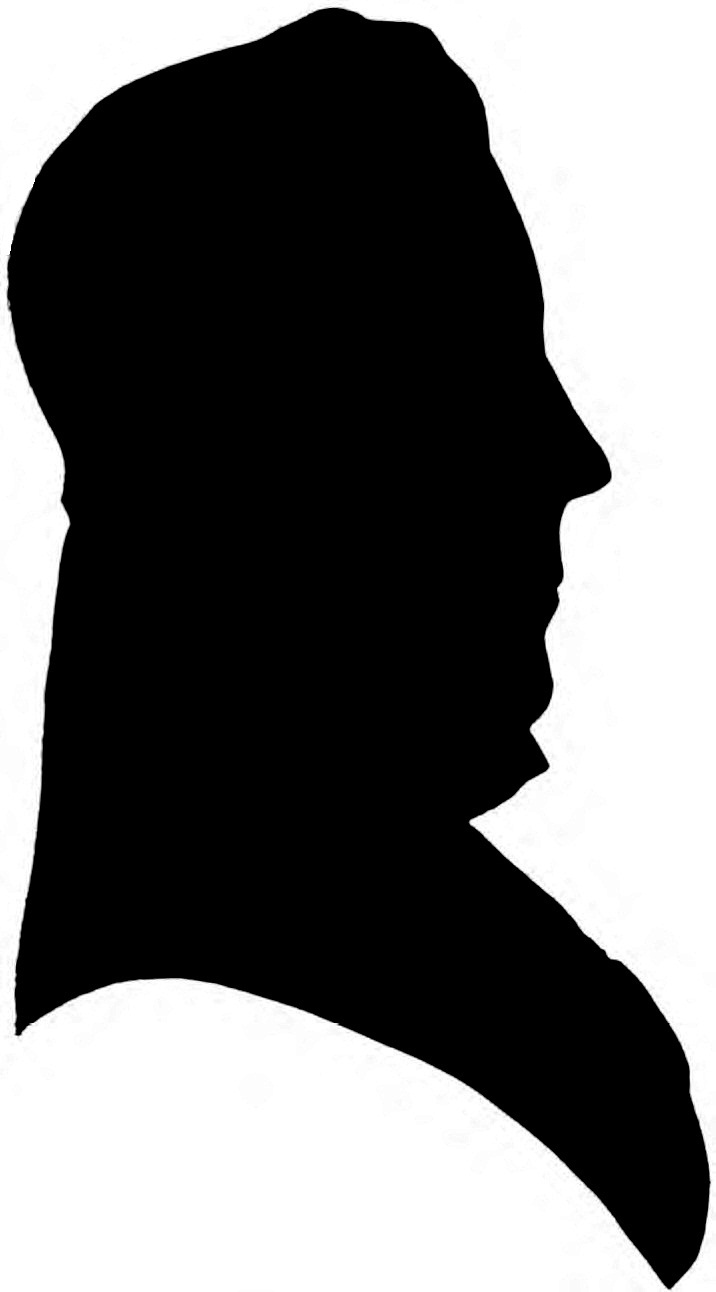
Scherenschnitt von William Russell

William Russell (* 1782 in Irland; † 28. September 1845 im Scioto County, Ohio) war ein US-amerikanischer Politiker. Zwischen 1827 und 1833 sowie nochmals von 1841 bis 1843 vertrat er den Bundesstaat Ohio im US-Repräsentantenhaus.

## Werdegang
Noch in seiner Jugend kam William Russell aus seiner irischen Heimat nach West Union im heutigen Ohio. Er erhielt nur eine eingeschränkte Schulausbildung und bekleidete danach einige lokale Ämter. In den Jahren 1809 und 1810 sowie von 1811 bis 1813 saß er als Abgeordneter im Repräsentantenhaus von Ohio. Zwischen 1819 und 1821 gehörte er dem Staatssenat an. In den 1820er Jahren schloss er sich der Bewegung um den späteren Präsidenten Andrew Jackson an und wurde Mitglied der von diesem 1828 gegründeten Demokratischen Partei.
Bei den Kongresswahlen des Jahres 1826 wurde Russell im fünften Wahlbezirk von Ohio in das US-Repräsentantenhaus in Washington, D.C. gewählt, wo er am 4. März 1827 die Nachfolge von John Wilson Campbell antrat. Nach zwei Wiederwahlen konnte er bis zum 3. März 1833 drei Legislaturperioden im Kongress absolvieren. Seit dem Amtsantritt von Präsident Jackson im Jahr 1829 wurde innerhalb und außerhalb des Kongresses heftig über dessen Politik diskutiert. Dabei ging es um die umstrittene Durchsetzung des Indian Removal Act, den Konflikt mit dem Staat South Carolina, der in der Nullifikationskrise gipfelte, und die Bankenpolitik des Präsidenten. Im Jahr 1832 wurde Russell nicht wiedergewählt.
Nach dem Ende seiner Zeit im US-Repräsentantenhaus zog er nach Portsmouth in Ohio. Im Verlauf der 1830er Jahre wechselte er zur damals neugegründeten Whig Party. Bei den Wahlen des Jahres 1840 wurde Russell im siebten Distrikt seines Staates erneut in den Kongress gewählt, wo er am 4. März 1841 William K. Bond ablöste. Da er im Jahr 1842 auf eine erneute Kandidatur verzichtete, konnte er bis zum 3. März 1843 nur eine weitere Legislaturperiode im US-Repräsentantenhaus verbringen. Diese Zeit war von den Spannungen zwischen Präsident John Tyler und den Whigs überschattet. Außerdem wurde damals bereits über eine mögliche Annexion der seit 1836 von Mexiko unabhängigen Republik Texas diskutiert.
Nach seinem endgültigen Ausscheiden aus dem Kongress zog sich William Russell auf seine Farm im Scioto County zurück, wo er am 28. September 1845 starb.